# Căscat

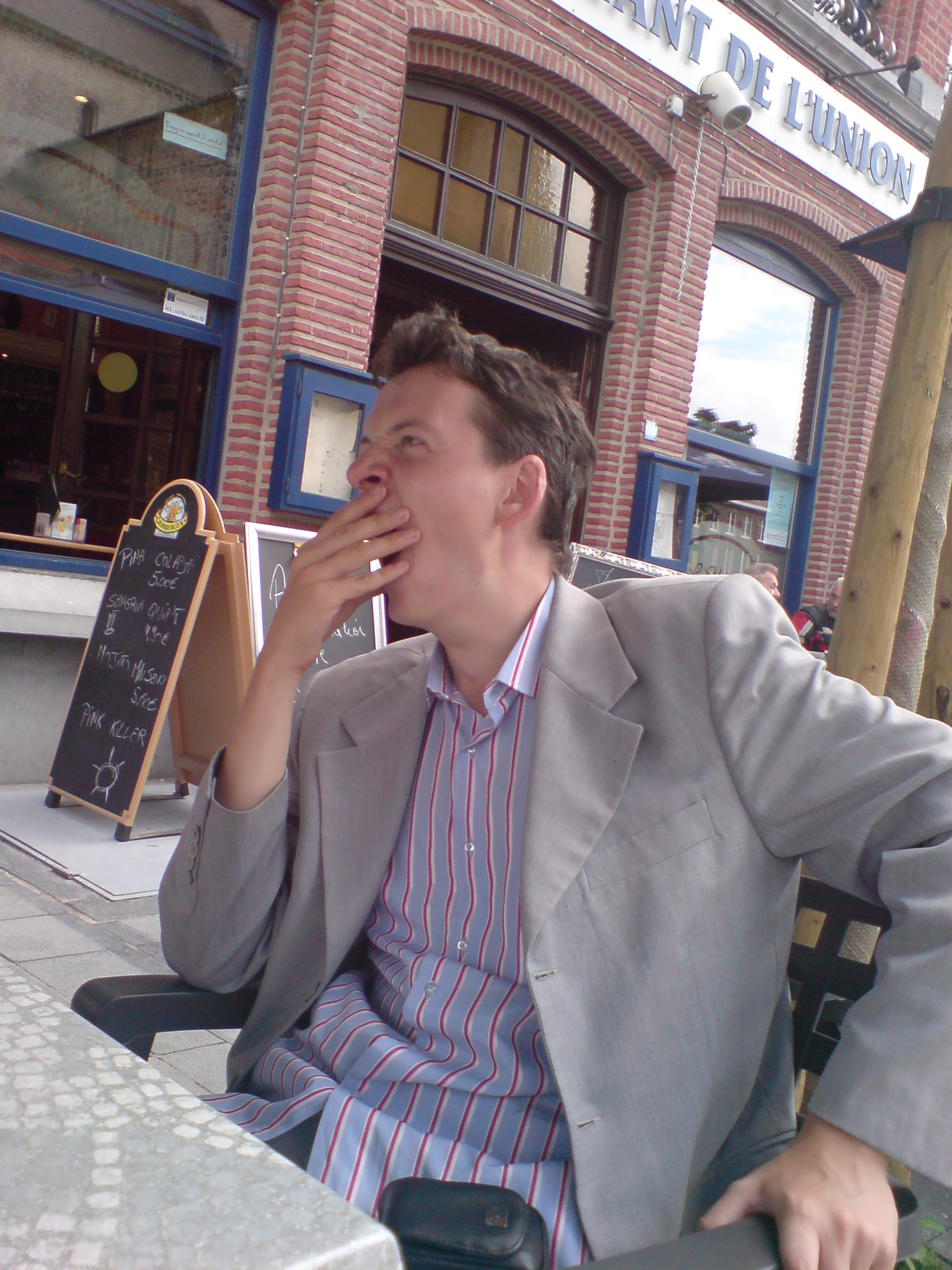

Căscatul este un act reflex motor involuntar, care constă dintr-un inspir profund și lung, prin gura larg deschisă, însoțit adesea de o emisiune laringiană zgomotoasă, de mișcări de întindere ale membrelor și trunchiului și uneori de contracția tensorului timpanului, lăcrimare, terminându-se printr-o expirație mai scurtă, uneori zgomotoasă și ea. Căscatul poate fi normal sau patologic. 
Căscatul normal apare în oboseala sistemului nervos sau în plictiseală, marcând de obicei nevoia de destindere, de somn. Se însoțește de obicei de o scădere a tonusului muscular, care începe cu cel al orbicularului pleoapelor (pleoapele cad și ochii se închid fără voie) și cu al mușchilor cefei (capul nu poate fi ținut drept și cade în fată) făcând ca omul să caște, să moțăie, să picoteze, să cadă de somn. Survine adesea după o încordare nervoasă sau fizică prelungită, după o muncă repetată, monotonă, stereotipă, fără variații (muncă efectuată static, în aceeași poziție); survine și în liniște, în întuneric, în lipsă de idei, de stimuli exteriori, în cazul unor condiții repetate stereotip: al unei aceleiași priveliști, a unei senzații mereu aceeași, repetată continuu, fără variație; mai survine și după mese abundente, copioase (mai ales stropite cu alcool). Survine și în plictiseală, prin monotonie de ambianță, sugestie, condiționare psihică (conferințe plictisitoare, monotone, stupide și lecturi plictisitoare). Se mai produce prin contagiune psihică (atunci când o persoană de alături cască) sau prin o imitație voluntară sau involuntară (de sugestie).
Căscatul patologic este condiționat de o anemie cu hipoxie cerebrală, de o scădere a irigației cerebrale și a oxigenării, cu creșterea bioxidului de carbon din sânge. În acest caz căscatul reprezintă un act compensator, ducând la creșterea în sânge a oxigenului cu o limpezire a conștiinței, o restabilire de moment a  funcției și echilibrului respirator. Căscatul patologic apare în afecțiuni neurologice: encefalită epidemică, unele tumori cerebrale, mai ales cerebeloase sau de trunchi cerebral; unele accidente vasculare, concomitent cu hemiplegii; în leziuni spinale înalte; miastenii grave, mai ales, bulbare, coreea, în unele epilepsii și unele isterii. Căscatul patologic apare și în intoxicații: abuzul de alcool; uzul de narcotice, droguri (hașiș, morfină, cloral, luminal, scopolamină). Poate apărea și în stări febrile, anemii, hemoragii, hipotensiune, stări de denutriție, insuficiență hepatică, în afecțiuni endocrinologice: hipotiroidism, insuficiență suprarenală, insuficiență hipofizară sau testiculară, insuficiență ovariană, climacteriu.